# Beranovka
Beranovka (németül Deutsch Borau) Teplá településrésze Csehországban a Karlovy Vary-i kerület Chebi járásában. Központi községétől 4.5 km-re délre fekszik. A 2001-es népszámlálási adatok szerint 51 lakóháza és 8 lakosa van.

## Népesség
A település népessége az alábbiak szerint alakult:
| Lakosok száma | 168  | 207  | 172  | 182  | 177  | 65   | 33   | 5    | 8    | 10   |
|               | 1869 | 1890 | 1900 | 1921 | 1930 | 1961 | 1970 | 1991 | 2001 | 2021 |